# Умершие в сентябре 1943 года
Это список известных людей, соответствующих установленным критериям значимости (см. Википедия:Критерии значимости персоналий), умерших в сентябре 1943 года.
Причина смерти указывается лишь в исключительных случаях (убийство, самоубийство, гибель в результате военных действий, смертная казнь, ДТП или несчастные случаи). В остальных случаях — не указывается.

## 1 сентября
- Залетов, Леонид Николаевич — живописец, художник-график, оформитель.
- Рудченко, Григорий Сергеевич (43) — участник Гражданской и Великой Отечественной войн.
- Стритон, Артур (76) — австралийский пейзажист.

## 2 сентября
- Беленогов, Юрий Сергеевич (20) — Герой Советского Союза.

## 4 сентября
- Вильбушевич, Гдальяху — инженер, архитектор и промышленник в Эрец-Исраэль.
- Посохов, Григорий Степанович (23) — Герой Советского Союза.

## 5 сентября
- Гуляев, Дмитрий Тимофеевич (27) — Герой Советского Союза.
- Клепиков, Николай Фёдорович (24) — Герой Советского Союза.
- Костенко, Антон Николаевич (25) — Герой Советского Союза.
- Раевский, Иван Леонидович — советский тренер по лёгкой атлетике. Мастер спорта.
- Янин, Константин Александрович (12) — пионер-герой.

## 6 сентября
- Герман, Александр Викторович (28) — Герой Советского Союза.
- Ярцев, Павел Петрович (27) — Герой Советского Союза.

## 7 сентября
- Ермолкин, Иван Ефимович — советский военачальник, во время Великой Отечественной войны дивизия под его командованием участвовала в обороне Сталинграда.
- Федяков, Иван Лаврентьевич (23) — Герой Советского Союза.

## 8 сентября
- Батюк, Яков Петрович (25) — руководитель комсомольского подполья в г. Нежине (Черниговской области) во время Великой Отечественной войны, Герой Советского Союза.
- Василий Васильев (28) — Герой Советского Союза.
- Васюта, Сергей Трофимович (21) — Герой Советского Союза.
- Глушко, Михаил Филиппович (23) — Герой Советского Союза.
- Ощепков, Андрей Иванович (20) — Герой Советского Союза.
- Фучик, Юлиус (40) — чехословацкий журналист, литературный и театральный критик, публицист, активист чехословацкой компартии.
- Шишкин, Михаил Владимирович — Герой Советского Союза.

## 9 сентября
- Бобров, Иван Яковлевич — старший лейтенант Рабоче-крестьянской Красной Армии, участник Великой Отечественной войны, Герой Советского Союза.
- Позолотин, Тимофей Семёнович (35) — участник Великой Отечественной войны, Герой Советского Союза.

## 10 сентября
- Балабуха, Анатолий Иванович — юный герой-пионер Великой Отечественной войны.
- Валиуллов, Салахутдин Халиуллович — участник Великой Отечественной войны, старший сержант. Повторил подвиг А. Матросова — закрыл своим телом амбразуру пулемёта.
- Мамаев, Александр Фёдорович (31) — участник Великой Отечественной войны, старший лейтенант, командир роты морской пехоты.
- Нариманов, Наджаф Нариман оглы (23) — участник Великой Отечественной войны и Сталинградской битвы. Сын видного азербайджанского политического деятеля и драматурга Наримана Нариманова.
- Решетей, Иван Иванович (23) — участник Великой Отечественной войны, Герой Советского Союза.
- Тихонов, Николай Викторович (28) — участник Великой Отечественной войны, Герой Советского Союза.
- Якунин, Пётр Алексеевич (40) — участник Великой Отечественной войны, Герой Советского Союза.

## 11 сентября
- Даньщин, Сергей Петрович (32) — Герой Советского Союза
- Ластовецкий, Андрей Михайлович (41) — украинский физик, профессор.
- Лацко, Андреас (67) — пацифистский писатель.

## 12 сентября
- Овсянников, Владимир Васильевич (19) — участник Великой Отечественной войны, Герой Советского Союза.
- Пигида, Николай Евстафьевич (23) — участник Великой Отечественной войны, Герой Советского Союза.
- Суюнов, Кудрат (24) — участник Великой Отечественной войны, Герой Советского Союза.
- Хасанов, Хаким Хусаинович — участник Великой Отечественной войны, Герой Советского Союза.

## 13 сентября
- Блинов, Борис Владимирович (34) — советский актёр, заслуженный артист РСФСР; брюшной тиф.
- Данилов, Андрей Борисович (35) — Герой Советского Союза.
- Дурин, Александр Максимович — Герой Советского Союза.
- Полянский, Степан Иванович (30) — участник Великой Отечественной войны, Герой Советского Союза. Командир первого стрелкового батальона 233 стрелкового полка, 97-й стрелковой дивизии, капитан.
- Ромин, Василий Александрович (35) — Герой Советского Союза.
- Сурков, Василий Иванович (18) — Герой Советского Союза.

## 14 сентября
- Арапов, Алексей Назарович (37) — участник Великой Отечественной войны, Герой Советского Союза (1943) (посмертно).
- Кокушкин, Олег Иоильевич (33) — Герой Советского Союза.
- Костелянец, Пётр Оскарович (23) — советский математик.
- Максин, Ксенофонт Павлович — Герой Советского Союза.
- Рубахо, Филипп Яковлевич (20) — Герой Советского Союза.
- Сигаев, Николай Емельянович — Герой Советского Союза.
- Хитеев, Борис Никитович (34) — Герой Советского Союза.

## 15 сентября
- Каданчик, Сергей Николаевич (37) — Герой Советского Союза
- Михайлов, Владимир Андреевич (24) — Герой Советского Союза
- Сёмин, Сергей Васильевич (25) — Герой Советского Союза

## 16 сентября
- Аветисян, Унан Мкртичович — участник Великой Отечественной войны, Герой Советского Союза (посмертно, 1944).
- Долгий, Степан Иванович (20) — Герой Советского Союза.
- Кошелев, Николай Иванович (26) — Герой Советского Союза.
- Леженин, Алексей Иванович (31) — Герой Советского Союза.

## 17 сентября
- Агстериббе, Эстелла (34) — нидерландская гимнастка еврейского происхождения, чемпионка летних Олимпийских игр в Амстердаме 1928 в командном первенстве, погибла в Освенциме.
- Грулёв, Михаил Владимирович (86) — русский военачальник, генерал-лейтенант, военный писатель и журналист, участник русско-японской войны.
- Гуревич, Михаил Львович (39) — Герой Советского Союза.
- Лобанов, Степан Иванович (34) — Герой Советского Союза.

## 18 сентября
- Конобаев, Василий Сергеевич (22) — Герой Советского Союза.
- Молдован, Леонте (78) — румынский политический и государственный деятель.

## 19 сентября
- Денисов, Алексей Макарович (21) — Герой Советского Союза.
- Матюшев, Алексей Дмитриевич (27) — Герой Советского Союза.
- Мурахтов, Павел Кузьмич — Герой Советского Союза.

## 21 сентября
- Варчук, Николай Изотович (31) — майор Рабоче-крестьянской Красной Армии, участник Великой Отечественной войны, Герой Советского Союза.
- Дешин, Андрей Иванович (19) — Герой Советского Союза.
- Зудлов, Сергей Анфиногенович — Герой Советского Союза.
- Казак, Дмитрий Васильевич (36) — Герой Советского Союза.
- Колбасов, Николай Илларионович (31) — Герой Советского Союза.
- Куликов, Алексей Александрович — Герой Советского Союза.
- Лапшенков, Семён Васильевич (30) — Герой Советского Союза.
- Сульдин, Яков Григорьевич (19) — Герой Советского Союза.
- Черенков, Иван Максимович — Герой Советского Союза.

## 22 сентября
- Акифьев, Сергей Иванович (18) — — участник Великой Отечественной войны, командир отделения 1181-го стрелкового полка 356-й стрелковой дивизии 61-й армии Центрального фронта, Герой Советского Союза (посмертно) (15.01.1944), красноармеец. Закрыл своим телом амбразуру вражеского дзота в бою в Черниговской области.
- Арзуманов, Гурген Мерзаевич (29) — советский офицер, участник Великой Отечественной войны, командир эскадрона 54-го гвардейского кавалерийского полка 14-й гвардейской кавалерийской дивизии 7-го гвардейского кавалерийского корпуса 61-й армии Центрального фронта, гвардии лейтенант, Герой Советского Союза (посмертно) (1944).
- Гарфункин, Григорий Соломонович (23) — разведчик, Герой Советского Союза.
- Зверев, Николай Кузьмич — Герой Советского Союза.
- Кубе, Вильгельм (55) — руководитель оккупационной администрации Генерального комиссариата Белоруссии (гауляйтер); убит белорусскими партизанами.
- Оплачко, Александр Алексеевич (18) — Герой Советского Союза.
- Попов, Иван Петрович (19) — Герой Советского Союза.
- Федоренко, Василий Иванович (29) — Герой Советского Союза.
- Шабалин, Владимир Игнатович (18) — Герой Советского Союза.
- Швецов, Иван Иванович (24) — Герой Советского Союза.
- Шевченко, Пётр Лаврентьевич — Герой Советского Союза.

## 23 сентября
- Аракелян, Сурен Смбатович (32) — участник Великой Отечественной войны, Герой Советского Союза (посмертно) (1944), старший сержант. Закрыл своим тело амбразуру дзота
- Гераськин, Дмитрий Семёнович — сержант Рабоче-крестьянской Красной Армии, участник Великой Отечественной войны, Герой Советского Союза.
- Гнаровская, Валерия Осиповна (19) — советский санинструктор в годы Великой Отечественной войны, Герой Советского Союза.
- Красильников, Геннадий Иванович (17) — Герой Советского Союза.
- Краснояров, Клавдий Карпович (36) — Герой Советского Союза.
- Ларионов, Борис Дмитриевич — Герой Советского Союза.
- Марков, Виктор Степанович — Герой Советского Союза.
- Михеев, Виктор Илларионович (24) — командир звена 897-го истребительного авиационного полка.
- Сивцов, Николай Степанович (26) — Герой Советского Союза.
- Яковенко, Василий Гордеевич (23) — Герой Советского Союза.

## 24 сентября
- Зинькович, Митрофан Иванович (43) — Герой Советского Союза.
- Кинешов, Иван Наумович — Герой Советского Союза.
- Киреев, Иван Нестерович (33) — Герой Советского Союза.
- Кудрявцев, Александр Георгиевич — Герой Советского Союза.
- Лазенко, Александр Романович — Герой Советского Союза.
- Лазука, Дмитрий Ефимович (36) — Герой Советского Союза.
- Петухов, Николай Евгеньевич (18) — Герой Советского Союза.
- Пищулин, Андриан Абрамович (40) — Герой Советского Союза.
- Погосян, Арамаис Саркисович — Герой Советского Союза.
- Спицын, Спиридон Матвеевич (21) — Герой Советского Союза.
- Устинов, Степан Григорьевич (32) — Герой Советского Союза.

## 25 сентября
- Анисенков, Владимир Иванович (18) — участник Великой Отечественной войны, стрелок 6-й роты 2-го стрелкового батальона 212-го гвардейского стрелкового полка 75-й гвардейской стрелковой дивизии 30-го стрелкового корпуса 60-й армии Центрального фронта, гвардии красноармеец, Герой Советского Союза (посмертно) (1943). Погиб в битве за Днепр.
- Балаян, Гарегин Шегиевич (31`) — командир 1-го мотострелкового батальона 69-й механизированной бригады 9-го механизированного корпуса 3-й гвардейской армии Воронежского фронта, Герой Советского Союза (посмертно) (1943). Погиб в битве за Днепр.
- Венцов, Владимир Кириллович (19) — Герой Советского Союза.
- Грищенко, Николай Данилович — Герой Советского Союза.
- Гуров, Кузьма Акимович (41) — генерал-лейтенант, член Военного совета Южного фронта, один из руководителей обороны Сталинграда и освобождения Донбасса.
- Зорькин, Василий Петрович (18) — Герой Советского Союза.
- Конашенко, Степан Николаевич — Герой Советского Союза.
- Коновченко, Илья Потапович — Герой Советского Союза.
- Литвиненко, Семён Самойлович — Герой Советского Союза.
- Маргулян, Лев Маркович (40) — Герой Советского Союза.
- Михальченко, Василий Кириллович — Герой Советского Союза.
- Образцов, Иван Васильевич (29) — Герой Советского Союза.
- Педько, Василий Фёдорович — Герой Советского Союза.
- Приказчиков, Алексей Лукич (26) — Герой Советского Союза.
- Тащиев, Сурен Амбарцумович (24) — Герой Российской Федерации (1995, посмертно).
- Топольский, Арсентий Моисеевич — Герой Советского Союза.
- Трусов, Евгений Иванович (26) — Герой Советского Союза.
- Яржин, Генрих Генрихович (19) — Герой Советского Союза.

## 26 сентября
- Балашов, Михаил Ефимович (39) — сапёр 28-го гвардейского отдельного сапёрного батальона 25-й гвардейской стрелковой дивизии 6-й армии Юго-Западного фронта, гвардии красноармеец, Герой Советского Союза (посмертно) (1944). Погиб в битве за Днепр.
- Белоножко, Марк Николаевич (28) — Герой Советского Союза
- Веселов, Василий Иванович — сержант Рабоче-крестьянской Красной Армии, участник Великой Отечественной войны, Герой Советского Союза.
- Вихнин, Залман Давидович (34) — участник Великой Отечественной войны, агитатор 288-го стрелкового полка 181-й стрелковой дивизии 13-й армии Центрального фронта, Герой Советского Союза, капитан.
- Воробьёв, Дмитрий Андреевич (28) — капитан Рабоче-крестьянской Красной Армии, участник Великой Отечественной войны, Герой Советского Союза.
- Гавриленко, Александр Гаврилович (23) — Герой Советского Союза.
- Глебов, Леонид Иванович (Герой Советского Союза) (30) — участник Великой Отечественной войны, Герой Советского Союза.
- Голаев, Джанибек Нанакович — участник Великой Отечественной войны, Герой Советского Союза.
- Даутов, Искандер Садыкович (20) — пулемётчик 4-го эскадрона 58-го гвардейского кавалерийского полка 16-й гвардейской Черниговской кавалерийской дивизии, гвардии рядовой, Герой Советского Союза.
- Жаров, Фёдор Тимофеевич — Герой Советского Союза.
- Заверюха, Николай Андреевич — Герой Советского Союза.
- Зачиняев, Пётр Спиридонович — Герой Советского Союза.
- Исаев, Константин Константинович (20) — Герой Советского Союза.
- Карпов, Сергей Фёдорович (30) — Герой Советского Союза.
- Карташов, Алексей Александрович (19) — Герой Советского Союза.
- Клочков, Яков Тимофеевич (37) — Герой Советского Союза.
- Коциок, Йозеф (25) — лётчик-ас люфтваффе, кавалер Рыцарского креста Железного креста.
- Кувашев, Александр Фёдорович — Герой Советского Союза.
- Луференко, Иван Иосифович (24) — Герой Советского Союза.
- Люткевич, Владислав Вацлавович — Герой Советского Союза.
- Лях, Даниил Пантелеевич (18) — Герой Советского Союза.
- Мацкевич, Игнатий Викентьевич — Герой Советского Союза.
- Москаленко, Михаил Илларионович (23) — Герой Советского Союза.
- Нестеренко, Иван Максимович — Герой Советского Союза.
- Пестряков, Василий Алексеевич (25) — Герой Советского Союза.
- Розенко, Николай Петрович — Герой Советского Союза.
- Твердохлебов, Илья Иванович (20) — Герой Советского Союза.
- Тощенко, Викентий Никанорович — Герой Советского Союза.
- Чернов, Павел Михайлович — Герой Советского Союза.
- Юдашкин, Гирш Хацкелевич (38) — участник Великой Отечественной войны, парторг батальона 229-го гвардейского стрелкового полка 72-й гвардейской стрелковой дивизии 7-й гвардейской армии Степного фронта, Герой Советского Союза, гвардии лейтенант.

## 27 сентября
- Абельханов, Садык Фахретдинович — участник Советско-финской и Великой Отечественной войн, наводчик орудия (1248-й истребительный противотанковый артиллерийский полк), Герой Советского Союза (посмертно). Погиб в бою на Днепре.
- Авилова, Лидия Алексеевна (78 или 79) — российская писательница и мемуаристка.
- Ахиллес, Альбрехт (29) — немецкий офицер-подводник времён Второй мировой войны, кавалер Рыцарского креста, командир U-161 (1941), капитан-лейтенант, корветтен-капитан (посмертно). Погиб на потопленной подводной лодке.
- Груздев, Иона Карпович (20) — Герой Советского Союза.
- Зыгин, Алексей Иванович (47) — советский военачальник, в годы Великой Отечественной войны командующий армиями, генерал-лейтенант.
- Калинин, Николай Никитович (21) — Герой Советского Союза.
- Кондырёв, Василий Иванович — Герой Советского Союза.
- Котков, Николай Иванович — Герой Советского Союза.
- Котов, Владимир Васильевич — Герой Советского Союза.
- Кувин, Иван Иванович — Герой Советского Союза.
- Лавров, Виктор Иванович — Герой Советского Союза.
- Махмудов, Рожан — Герой Советского Союза.
- Миронов, Пётр Моисеевич — Герой Советского Союза.
- Примак, Павел Александрович — Герой Советского Союза.
- Сидоров, Иван Захарович — Герой Советского Союза.
- Сихимов, Есмурат (21) — Герой Советского Союза.
- Соловьёв, Иван Алексеевич — Герой Советского Союза.
- Ткаченко, Илья Иванович — Герой Советского Союза.
- Усилов, Иван Александрович — Герой Советского Союза.

## 28 сентября
- Байсултанов, Алим Юсуфович (24) — заместитель командира эскадрильи 4-го гвардейского истребительного авиационного полка (61-я истребительная авиационная бригада, ВВС Краснознамённого Балтийского флота), гвардии капитан, Герой Советского Союза (1942). Погиб в воздушном бою.
- Годовиков, Сергей Константинович (19) — Герой Советского Союза.
- Гриб, Кузьма Петрович — Герой Советского Союза.
- Доценко, Иосиф Трофимович (26) — Герой Советского Союза.
- Ефимцев, Николай Михайлович (28) — Герой Советского Союза.
- Иванов, Николай Иванович — Герой Советского Союза.
- Комаров, Виктор Петрович (18) — Герой Советского Союза.
- Конош, Владимир Павлович — Герой Советского Союза.
- Копылов, Степан Андреевич — Герой Советского Союза.
- Кордонский, Шика Абрамович (27) — Герой Советского Союза.
- Кочергин, Григорий Климентьевич — Герой Советского Союза.
- Курманов, Акан (25) — Герой Советского Союза.
- Логинов, Алексей Романович (40) — Герой Советского Союза.
- Маркин, Николай Васильевич (22) — Герой Советского Союза.
- Маслов, Анатолий Павлович (17) — Герой Советского Союза.
- Масляков, Георгий Гаврилович (18) — Герой Советского Союза.
- Осипов, Иван Иванович (19) — Герой Советского Союза.
- Пономарёв, Георгий Андреевич (29) — Герой Советского Союза.
- Прокопчик, Анатолий Павлович — Герой Советского Союза.
- Русаков, Василий Александрович (18) — Герой Советского Союза.
- Сикорский, Степан Харитонович (25) — Герой Советского Союза.
- Слонский, Евстафий Григорьевич — Герой Советского Союза.
- Старых, Иван Сергеевич — Герой Советского Союза.
- Тарасенко, Александр Иванович (22) — Герой Советского Союза.
- Титов, Алексей Тимофеевич — Герой Советского Союза.
- Турков, Денис Ильич (39) — Герой Советского Союза.
- Худайбергенов, Джуманияз — Герой Советского Союза.
- Шевченко, Григорий Мефодиевич — Герой Советского Союза.

## 29 сентября
- Ахундов, Вели Гусейн оглы (36) — советский государственный, партийный и военный деятель.
- Аухадиев, Койгельды (35) — командир расчёта противотанкового ружья 10-го гвардейского стрелкового полка 6-й гвардейской стрелковой дивизии 60-й армии Центрального фронта, гвардии младший сержант. Герой Советского Союза (посмертно) (1943). Погиб в битве за Днепр.
- Бадрутдинов, Минулла Бадрутдинович — стрелок 78-го гвардейского полка 25-й гвардейской стрелковой дивизии 6-й армии Юго-Западного фронта, сержант, Герой Советского Союза (посмертно) (1944). Погиб в битве за Днепр.
- Болодурин, Иван Петрович (38) — Герой Советского Союза.
- Булгаков, Пётр Семёнович — Герой Советского Союза.
- Власов, Пётр Дмитриевич (28) — Герой Советского Союза.
- Гельферг, Семён Григорьевич — участник Великой Отечественной войны, командир отделения мотострелкового батальона 69-й механизированной бригады (9-й механизированный корпус, 3-я гвардейская танковая армия, Воронежский фронт), Герой Советского Союза.
- Горин, Дмитрий Прокофьевич — советский борец классического стиля.
- Данильянц, Еремей Иванович (42) — Герой Советского Союза.
- Кирик, Иван Васильевич (32) — Герой Советского Союза.
- Киселёв, Рафаил Алексеевич — Герой Советского Союза.
- Королёв, Александр Игнатьевич (42) — Герой Советского Союза.
- Косолапов, Виктор Фёдорович (18) — Герой Советского Союза.
- Косьмин, Евгений Александрович — Герой Советского Союза.
- Котов, Борис Александрович (34) — Герой Советского Союза.
- Крикуненко, Вениамин Александрович — Герой Советского Союза.
- Владимир Матвеев — Герой Советского Союза.
- Матвеев, Иван Ефимович (34) — Герой Советского Союза.
- Мишенин, Николай Михайлович (19) — Герой Советского Союза.
- Миннигулов, Тафтизан Тагирович (21) — Герой Советского Союза.
- Мясников, Александр Сергеевич — Герой Советского Союза.
- Парамонов, Иван Григорьевич (31) — Герой Советского Союза.
- Паханов, Николай Павлович (34) — Герой Советского Союза.
- Полищук, Иван Михайлович (27) — Герой Советского Союза.
- Поляков, Владимир Фомич (20) — Герой Советского Союза.
- Поляков, Михаил Павлович — Герой Советского Союза.
- Посадский, Иван Никитович (43) — Герой Советского Союза.
- Потапенко, Николай Семёнович (29) — Герой Советского Союза.
- Прыгунов, Александр Васильевич (36) — Герой Советского Союза.
- Семенишин, Владимир Григорьевич (33) — Герой Советского Союза.
- Синдряков, Николай Кузьмич (19) — Герой Советского Союза.
- Слободенюк, Иван Лукьянович (20) — Герой Советского Союза.
- Фионов, Иван Данилович — Герой Советского Союза.

## 30 сентября
- Аронсон, Наум (70) — лифляндский и французский скульптор и общественный деятель. Умер в Нью-Йорке
- Бахарев, Иван Иванович (33) — гвардии старший сержант Рабоче-крестьянской Красной Армии, участник Великой Отечественной войны, Герой Советского Союза.
- Величай, Михаил Лукич (35) — майор Рабоче-крестьянской Красной Армии, участник Великой Отечественной войны, Герой Советского Союза.
- Воронов, Алексей Иванович (38) — участник Великой Отечественной войны, Герой Советского Союза.
- Гречишкин, Василий Николаевич (32) — участник Великой Отечественной войны, Герой Советского Союза.
- Гречушкин, Дмитрий Фёдорович (22) — участник Великой Отечественной войны, Герой Советского Союза.
- Зиангиров, Мухамед Султангирович (22) — участник Великой Отечественной войны, Герой Советского Союза.
- Ивановский, Борис Андреевич (31) — участник Великой Отечественной войны, Герой Советского Союза.
- Калиниченко, Григорий Мартынович (40) — участник Великой Отечественной войны, Герой Советского Союза.
- Кирюхин, Михаил Алексеевич — участник Великой Отечественной войны, Герой Советского Союза.
- Кривохижин, Георгий Петрович (40) — участник Великой Отечественной войны, Герой Советского Союза.
- Кургузов, Юрий Павлович (20) — участник Великой Отечественной войны, Герой Советского Союза.
- Куюков, Михаил Михайлович — участник Великой Отечественной войны, Герой Советского Союза.
- Лесовой, Митрофан Трофимович (37) — участник Великой Отечественной войны, Герой Советского Союза.
- Мартынов, Яков Григорьевич (27) — участник Великой Отечественной войны, Герой Советского Союза.
- Перегудов, Алексей Иванович (30) — участник Великой Отечественной войны, Герой Советского Союза.
- Потужный, Николай Никодимович (24) — участник Великой Отечественной войны, Герой Советского Союза.
- Раевский, Иван Васильевич — участник Великой Отечественной войны, Герой Советского Союза.
- Скусниченко, Яков Соловьёвич (29) — участник Великой Отечественной войны, Герой Советского Союза.
- Холодков, Егор Иванович (22) — участник Великой Отечественной войны, Герой Советского Союза.
- Холодный, Артемий Иванович (41) — советский военачальник, полковник.